# Uwe Rapolder
Uwe Rapolder (Hausen an der Zaber, 29 maggio 1958) è un allenatore di calcio tedesco.

## Palmarès

### Giocatore

#### Competizioni nazionali
- Lega Nazionale B: 1

Winterthur: 1981-1982